# 1930年鐵路
此條目列出1930年發生有關鐵路運輸的事件。

## 事件

### 1月
- 1月31日：多倫多聯合車站高架軌道和月台啟用[1]。

### 2月
- 2月15日：國際臥鋪客車公司（英语：Compagnie Internationale des Wagons-Lits）開行第一班托魯斯特快（英语：Taurus Express），來往伊斯坦堡和巴格達，但在努賽賓至基爾庫克之間仍需公路運輸。

### 4月
- 4月21日：土西鐵路完工。

### 6月
- 6月1日：大印度半島鐵路（英语：Great Indian Peninsula Railway）開行德卡女皇號列車（英语：Deccan Queen），使用剛剛電氣化的鐵路線來往孟買和浦那。
- 6月16日：阪和電氣鐵道通車。

### 8月
- 8月20日：久留里線由762毫米改軌為1067毫米軌距。

### 10月
- 10月1日：總武鐵道線全線通車。

### 12月
- 12月18日：孟買中央車站（英语：Mumbai Central railway station）啟用[2]。
- 12月21日：柏林地鐵5號線通車。